# Ламбертюс Дудес
Ламбертюс Дудес (нід. Lambertus Doedes, 4 липня 1878 — 17 травня 1955) — нідерландський яхтсмен.
Срібний призер Олімпійських Ігор 1928 року в класі 8 метрів.